# Zabihollah Bakhshi

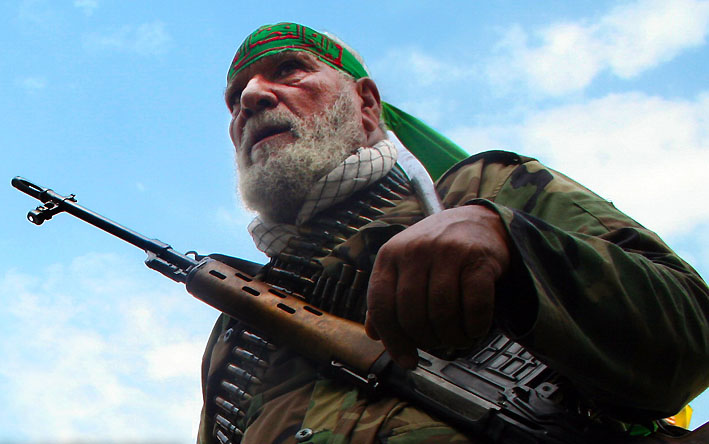
Zabihollah Bakhshi

Zabihollah Bachschizade, auch Hadschi Bachschi (persisch ذبیح‌الله بخشی‌زاده, * um 1932; † Januar 2012 in Teheran), war ein populäres Mitglied der Iranischen Hezbollah sowie eines der Gründungsmitglieder der Ansare Hisbollah und Mitglied der Iranischen Revolutionsgarden. Er gilt als prominenter radikal-schiitischer Chomeini-Anhänger im Iran und wurde des Öfteren als Verdächtiger mit den Kettenmorden in Verbindung gebracht.

## Funktion
Zabihollah Bachschi gilt als Anführer der iranischen Hezbollah und tritt demnach gerne bei Massenveranstaltungen wie dem al-Quds-Tag, der immer am letzten Freitag des islamischen Fastenmonats Ramadan in Teheran stattfindet, oder dem Aschura-Trauerfeiern und Kundgebungen zum Todestag Chomeinis als Leitfigur der radikal Islamischen Anhänger der Velayat-e Faqih dem Revolutionsführer Ali Chamenei unterstehenden Hezbollahi in Bassitschi-Uniform und mit der Gelben Fahne der Hezbollah als lautstarker Motivator der Massen auf. Unter anderem soll er Brigadier der Revolutionsgarde und Ausbilder der Hezbollah-Garnison im Ost-Teheran gewesen sein. Er soll während des Bosnienkrieges Bosnische Guerillakämpfer im Auftrag der al-Quds-Einheit im Iran ausgebildet haben. Zur iranischen Präsidentschaftswahl 2005 war er im Vorfeld als Kandidat aufgeführt, vom Wächterrat jedoch nicht zugelassen worden.